# دنیس مک‌ایون
دنیس مک اوین (به انگلیسی: Denis MacEoin) (زادهٔ ۲۶ ژانویه ۱۹۴۹ در بلفست (به انگلیسی: Belfast) ایرلند شمالی)، مدرس پیشین اسلام‌شناسی، متخصص در تشیع، شیخیه، باب و بهائیت و بهایی سابق است. او همچنین با نام مستعار دنیل ایسترمن (به انگلیسی: Daniel Easterman) و جوناتان اِی‌کلیف (به انگلیسی: Jonathan Aycliffe) رمان‌نویسی می‌کرد. بسیاری دانشوران برخی از تحلیل های مک اوین را مورد انتقاد قرار داده اند.

## زندگی‌نامه
در ۲۶ ژانویه ۱۹۴۹ میلادی در یک خانواده ایرلندی در بلفاست، ایرلند شمالی به دنیا آمد. او در نزد مایکل لانگلی (به انگلیسی: Michael Longley) شاعر هم وطنش، انگلیسی را آموخت. او بعدها به تئاتر و ادبیات علاقه‌مند شد. به همین جهت تصمیم گرفت به تحصیل زبان و ادبیات انگلیسی مشغول شود.
او قبل از رفتن به دوبلین (برای تحصیل) بهائی شد و حدوداً ۱۵ سال بهائی بود. او به دانشگاه ادینبرگ در اسکاتلند رفت و در آنجا به تحصیل عربی، قرآن و فارسی پرداخت. او پس از ۴ سالی که در ادینبرگ گذاراند به اردن، ترکیه، و ایران سفر کرد. او در ایران به تحصیل در دانشگاه شیراز مشغول شد. مک اوین مدرک دکترای خود را در کینگز کالج کمبریج گرفت. وی پایان‌نامه خود را به موضوع شیخیه و بابیه در ایران شیعی قرن ۱۹ میلادی اختصاص داد.  مک اوین به مدت دو سال، ۱۹۷۹-۱۹۸۰، به تدریس انگلیسی، تمدن اسلامی و مترجمی انگلیسی به عربی در دانشگاه محمد پنجم (به انگلیسی: Mohammed V University) در فِز (به انگلیسی: Fez)، مغرب پرداخت. مک اوین از سال۱۹۸۱ در دانشگاه نیو کسل به تدریس عربی و مطالعات اسلامی پرداخت تا زمانی که سرمایه‌گذاران عربستان سعودی وی را اخراج کردند. مک اوین یکی از مدافعان اسرائیل بود و در حمایت از آن مطالب مختلفی منتشر کرده است. در عین حال بنابه گفته خودش احساس بسیار منفی نسبت به اسلام دارد. او در جون ۲۰۲۲ در ۷۳ سالگی به بیماری کوید در گذشت.

## بهائیت
مک اوین بین سال ۱۹۶۶ تا حدود ۱۹۸۰ بهائی بود. او در آن مدت در کنفرانس‌های بهائی سخنرانی می کرد و در حمایت از بهائیت می نوشت. او بعدها به علت اختلاف با مؤسسات بهایی و به توافق نرسیدن بر نوع تحقیقات علمی خود بر روی متون بهایی از جامعهٔ بهائی خارج شد و در رد آن نوشت. او خودش نوشته‌های این دوره اش را صرفاً تحقیقاتی آکادمیک و نه ضد بهائی می‌داند. همزمان با انتشار اولین نوشته‌های آکادمیک وی در رد آئین بهائی، در آلمان کتابی از فرانچسکو فیچیکیا، یک بهایی سابق دیگر، در انتقاد به آئین بهائی منتشر شده بود که پاسخی بر ایرادهایش از طریق کتابی با عنوان «کژ را راست انگاشته اند» دریافت کرد. یکی از مقالات وی که در آن به وجود رکود در مطالعات بابی و بهایی اشاره شده بود، توسط یک چهره بهایی به نام خوان کول نقد شد. بعدها کول نیز از پیروی آئین بهائی خارج شد و مطالبی در نقد آن نگاشت.

## تالیفات و مقالات
دنیس مک اوین در دانشنامه‌ها و مجلات بسیاری مطلب نگاشته است، از میان آن‌ها می‌توان به دانشنامه اسلام، دانشنامه آکسفورد در زمینه اسلام در دنیای مدرن و دانشنامه ایرانیکا اشاره نمود. او پایان‌نامه دکترای خود را بر روی شیخیه و بابیه کار کرد. وی در آن زمان، از کتابخانه کمبریج که در این زمینه، نسخه های اصلی که  ادوارد براون در اواخر قرن نوزدهم و اوایل قرن بیستم میلادی با استفاده از اسناد ازلی ها جمع‌آوری کرده بود را در اختیار داشت، بهره فراوان جست. طولانی‌ترین اثر علمی وی با نام مسیح شیراز، مجموعه ۸۰۰ صفحه‌ای شامل پایان‌نامه دکتری وی و تعداد زیادی از مقالات منتشر شده در خصوص بابیت است. مک اوین در طول سال‌های زیادی، مقالات و کتب متعددی در انتقاد به آیین بهایی و هم چنین مؤسسات بهایی منتشر کرده، و انتقاد های بسیاری هم دریافت نموده است. علاوه بر موضوعات یاد شده، او در راستای حمایت از اسرائیل مطالب متعددی نگاشته است. از جمله کتابی به عنوان «گری عزیز، چرا در مورد اسرائیل اشتباه می‌کنی» می‌باشد. وی مطالبی در مورد اسلام، اسرائیل و خاورمیانه در ستونی برای مؤسسه «گیت استون» (به انگلیسی: Gatestone) می‌نوشت. او به عنوان یک رمان‌نویس هم شناخته می‌شود. وی از سال ۱۹۸۶ حدود ۲۳ رمان نوشته است که بعضی از آن‌ها جزو رمان‌های پر فروش قرار گرفته‌اند. وی رمان های خود را با دو نام مستعار دنیل ایسترمن (به انگلیسی: Daniel Easterman) و جاناتان ای کلیف (به انگلیسی: Jonathan Aycliffe) چاپ کرده است.
مک اوین در کارنامه آکادمیک خود در زمینه مطالعات اسلامی بیش از ۲۰۰ مقاله به چاپ رسانده است. از میان نوشته‌های او می‌توان به موارد زیر اشاره کرد:
کتاب‌ها
- Denis MacEoin (1992), The Sources for Early Bābī Doctrine and History (به انگلیسی), Leiden: Brill
- Denis MacEoin (1994), Rituals in Babism and Baha'ism (به انگلیسی), UK: British Academic Press and Centre of Middle Eastern Studies, University of Cambridge
- Denis MacEoin (Expected 2008), The Messiah of Shiraz: Studies in Early and Middle Babism (به انگلیسی), Leiden: Brill {{citation}}: Check date values in: |سال= (help)

مقالات
- The crisis in Babi and Baha'i studies: part of a wider crisis in academic freedom?, British Journal of Middle Eastern Studies, Volume 17, Issue 1 1990 , pages 55 - 61
- Denis MacEoin, "Divisions and Authority Claims in Babism (1850-1866)," Studia Iranica 18:1 (1989), p. 94-101